# プリムラ (小惑星)
プリムラ (970 Primula) は小惑星帯に位置する小惑星である。ハイデルベルクのケーニッヒシュトゥール天文台でカール・ラインムートによって発見された。
サクラソウ科のサクラソウ属 (Primula) にちなんで命名された。